# Saint-Maurice (Nièvre)
Saint-Maurice é uma comuna francesa na região administrativa de Borgonha-Franco-Condado, no departamento de Nièvre. Estende-se por uma área de 10,39 km². Em 2010 a comuna tinha 63 habitantes (densidade: 6,1 hab./km²).